# La Capelle
La Capelle es una comuna francesa, situada en el departamento de Aisne, de la región de Alta Francia.

## Historia
Fortaleza fronteriza con los Países Bajos de los Habsburgo, fue ocupada por los españoles en dos ocasiones (1594-1598) y (1636-1637).

## Demografía
| 2 019 | 2 065 | 2 196 | 2 123 | 2 149 | 2 007 | 1 896 | 1 813 |
| Para los censos de 1962 a 1999 la población legal corresponde a la población sin duplicidades (Fuente: INSEE [Consultar]) |       |       |       |       |       |       |       |